# Reismann-Gymnasium Paderborn
Das Reismann-Gymnasium ist ein Gymnasium in der ostwestfälischen Stadt Paderborn, das 1888 als private höhere Bürgerschule gegründet wurde. Es trägt den Namen seines Gründers Heinrich Reismann. Heute werden am Reismann-Gymnasium rund 1000 Schüler von 80 Lehrern ausgebildet.

## Geschichte
Schon 1878 fasste die Stadtverordnetenversammlung von Paderborn den Beschluss zur Einsetzung einer Kommission unter Bürgermeister Franz Franckenberg, die den Plan einer sechsklassigen städtischen und katholischen Realschule erarbeiten sollte. Dieser Plan und weitere scheiterten allerdings. Erst zu Ostern 1888 vereinbarte die Stadt Paderborn in einem Vertrag mit Lehrer Rektor Heinrich Reismann die Eröffnung der sechsjährigen privaten Bürgerschule mit Internat. Die städtische Unterstützung betrug 2.000 Mark pro Jahr. Zunächst gab es nur vier Klassen, die von 72 Schülern besucht wurden. Bis 1889 waren die Schüler im Brand’schen Haus in der Giersstraße untergebracht und ab 1889 dann in dem angemieteten ehemaligen Gesellenhaus in der Jühengasse. 1893 folgte der Umzug in das endgültige Gebäude am Gierstor. 1905 wurde die Schule durch weitere Gebäude und Spielplatz erweitert.
1923 übernahm die Stadt Paderborn die Trägerschaft über die Schule, die seinerzeit „Städtische Realschule – Reismann Paderborn“ hieß. Neuer Schulleiter wurde Justus Herzog. 1927 verließen die ersten Abiturienten die Schule. Unter dem Direktor Herzog, der bis 1942 amtierte, erlebte die Schule den Wandel zur „Städtischen Reismannschule, deutsche Oberschule für Jungen, Paderborn“.
Nachfolger des 1942 pensionierten Herzog war Dr. Friedrich Bock, einer der beiden Paderborner Ortsgruppenleiter der NSDAP. Nach dem Kriegsende 1945 musste der Unterricht zwischenzeitlich in Räume der benachbarten Pelizaeus-Schule verlegt werden, da unter anderem das Hauptgebäude am 27. März 1945 durch Bomben zerstört wurde und die erhaltenen Nebengebäude nicht ausreichten.
Nach der Oberstufenreform von 1974 mit der Aufhebung der Schultypen führte die Schule den Namen „Reismannschule, Gymnasium der Stadt Paderborn“, ab 1978 „Reismann-Gymnasium, Sekundarstufe I und II, Gymnasium der Stadt Paderborn“. 1975 wurde an der bis dato nur von Jungen besuchten Schule die Koedukation eingeführt.
1988 wurden die naturwissenschaftlichen Räume ausgebaut, 1993 das C-Gebäude errichtet.
Das Reismann-Gymnasium ist das erste Gymnasium der Stadt, das den „gebundenen Ganztag“ für die unteren Klassen einführte. Zum Schuljahresbeginn 2010/2011 wurde das neue Konzept für die neuen Fünftklässler verbindlich eingeführt. Gemäß dem Schulprofil können die Schüler weiterhin zwischen einem Schwerpunkt in Sport oder Kunst wählen. Als Teil des Ganztagskonzeptes wurde erstmals in der Geschichte der Schule eine Schulsozialarbeiterin eingestellt. Vorher hatte nur eine Lehrerin neben ihrer Lehrtätigkeit solche Beratungstätigkeiten für die Schüler übernommen.
Seit einigen Jahren findet an der Schule eine rege Bautätigkeit statt: Es entstand ein neues Gebäude für Naturwissenschaften und Kunst, das mit Schuljahresbeginn 2011/2012 in Betrieb genommen wurde. Zugleich entstand auf dem Schulhof des Pelizaeus-Gymnasiums eine Mensa für die beiden Gymnasien, die am 28. März 2012 offiziell eröffnet wurde.
Mit Wirkung zum 1. August 2012 erhielt das Reismann-Gymnasium den Status einer NRW-Sportschule. Darüber hinaus wurde die Schule im September 2016 als „Eliteschule des Fußballs“ ausgezeichnet. Damit ist das Reismann-Gymnasium eine von bundesweit 38 Eliteschulen des Fußballs, in denen junge Talente gebildet und gefördert werden sollen.
Zum Schuljahr 2013/14 wurde das E-Gebäude (Biologie-Räume, Sporthalle) abgerissen. Dieses wurde durch den Neubau einer Sporthalle ersetzt, die im April 2016 eröffnet wurde.

## Schulprofil
Das Reismann-Gymnasium bietet im Rahmen seines Schulprofils eine Sport- und eine Kunstklasse an.

### Projekte
Am Reismann-Gymnasium finden diverse Projekte statt, die teilweise schon seit vielen Jahren bestehen.
- In dem Projekt „Schüler helfen Schülern“ (seit 2010) wird Nachhilfeunterricht von älteren Schülern für jüngere in den Sprachen und Mathematik organisiert.
- Seit vielen Jahren findet ein Schüleraustausch mit Paderborns französischer Partnerstadt Le Mans statt.[8]
- Seit 2003 gibt es den Austausch mit China für die Schüler, die Chinesisch als neue Fremdsprache ab Jahrgangsstufe 11 belegen.[9]
- Für Schüler der Jahrgangsstufen 9 und 10 gibt es die Möglichkeit zur Teilnahme an der Sporthelferausbildung, die als erster Teil in der Übungsleiterausbildung des Landessportbundes Nordrhein-Westfalen anerkannt wird.[10]
- Seit 1980 fahren jeweils die 7. Klassen für eine Skifreizeit nach Österreich.[11]
- Das Rothebach-Projekt wird seit vielen Jahren vom Biologie-Leistungskurs betreut.
- Alle zwei Jahre gibt es Projekttage zum Ende des Schuljahres, zuletzt 2022. Bei diesen Projekttagen wurde zu Thema Rassismus gearbeitet. Am Ende der Projekttage wurde dem Reismann-Gymnasium das Siegel Schule ohne Rassismus – Schule mit Courage verliehen.[12]
- Seit 2006 wird während der Schulzeit und auf schulischen Veranstaltungen ein Schulsanitätsdienst durch intern ausgebildete Schüler durchgeführt.

## Vereine
Die Schule wird seit Jahren vom Förderverein der Schule, dem Verein der Freunde und Förderverein des Reismann, unterstützt. So werden zum Beispiel in den MINT-Fächern besonders begabte Schüler des 9. und 10. Schuljahres jährlich für ihre Leistungen ausgezeichnet. Auch Neuanschaffungen werden vom Förderverein oft mitfinanziert.
Die Ehemaligen der Schule (Abiturienten, Lehrer) haben sich im Verein ehemaliger Reismänner e. V. zusammengeschlossen und organisieren zum Beispiel die Adressverwaltung der Abiturienten und Klassentreffen der Abiturjahrgänge.

## Ehemalige Schüler
- Heinz Nixdorf (1925–1986), Computerpionier
- Gustav Trampe (1932–2006), Fernsehjournalist
- Wilhelm Lüke (1934–2021), langjähriger Bürgermeister von Paderborn
- Friedhelm Golücke (* 1941), Lehrer und Historiker
- Heinz Josef Algermissen (* 1943), Bischof von Fulda
- Norbert Groeben (* 1944), Universitätsprofessor für Psychologie und Literaturwissenschaft
- Gerd Wameling (* 1948), Theater- und Fernsehschauspieler sowie Hochschullehrer
- Wolfgang Hochstein (* 1950), Musikwissenschaftler und Hochschullehrer
- Hans-Joachim Grote (* 1955), Innenminister des Landes Schleswig-Holstein
- Martin Krüger (* 1957), Lehrer und Basketballtrainer
- Joachim Göbel (* 1958), röm.-kath. Geistlicher und Dompropst in Paderborn
- Martin Hornberger (* 1961), Sportfunktionär, Geschäftsführer SC Paderborn 07
- Manfred Müller (* 1961), Landrat des Kreises Paderborn
- Elmar Simon (* 1963), Koch, Inhaber des Restaurants „Balthasar“ in Paderborn
- Rüdiger Hoffmann (* 1964), Kabarettist und Musiker
- Ralf Kabelka (* 1964), Autor und Komiker
- Andreas Kurte (* 1964), röm.-kath. Geistlicher und Domkapitular in Paderborn
- Dirk Happe (* 1966), Basketballtrainer und ehemaliger -spieler
- Ulrike Winkelmann (* 1971), Journalistin und Chefredakteurin „taz“
- Carsten Linnemann (* 1977), MdB
- Emell Gök Che (* 1982), Designerin, TV-Moderatorin
- Erich Klann (* 1987), Turniertänzer, Tanztrainer und Choreograph
- Nicolas Dinkel (* 1989), Schauspieler
- Ole Wendt (* 1992), Basketballspieler
- Lars Wendt (* 1992), Basketballspieler
- Alexander Nübel (* 1996), Fußballtorwart
- Luis Figge (* 1997), Basketballspieler
- Pia Leweling (* 1998), Volleyballspielerin
- Ron Schallenberg (* 1998), Fußballspieler